# 鈴木絲子
鈴木 絲子（すずき いとこ）は、元国連ガバナンス･行政部次長。元立命館アジア太平洋大学アジア太平洋学部学部長。

## 来歴
1959年、静岡県立静岡高等学校卒業。国際基督教大学修士課程（行政大学院）修了。大学院時代に、シンガポール国立大学に留学。
1969年から2000年、国際連合で開発途上国の行政改革とそのための人材育成に注力。
2000年、立命館アジア太平洋大学教授、アジア太平洋学部学部長。